# La Rochette (Seine-et-Marne)
Pour les articles homonymes, voir La Rochette.
La Rochette est une commune française située dans le département de Seine-et-Marne, en région Île-de-France.
En 2022, elle compte 3 919 habitants.

## Géographie

### Localisation
La commune de Rochette se situe au sud-ouest du département de Seine-et-Marne, en région Île-de-France. Limitrophe de Melun, elle est bordée au sud par la forêt de Fontainebleau et à l'est par la Seine.
Elle se situe à 4,90 km par la route de Melun, préfecture du département. La commune fait en outre partie du bassin de vie de Paris.

### Communes limitrophes
Les communes les plus proches sont : 
Livry-sur-Seine (1,6 km), Dammarie-les-Lys (2,2 km), Vaux-le-Pénil (2,4 km), Melun (3,4 km), Chartrettes (3,8 km), Le Mée-sur-Seine (3,9 km), Boissettes (4,2 km), Bois-le-Roi (4,7 km).
|                  | Melun         | Vaux-le-Pénil               |
| Dammarie-les-Lys | La Rochette   | Livry-sur-Seine Chartrettes |
|                  | Fontainebleau | Bois-le-Roi                 |

### Géologie et relief
L'altitude varie de 36 mètres à 98 mètres pour le point le plus haut, le centre du bourg se situant à environ 57 mètres d'altitude (mairie).
Géologiquement intégré au bassin parisien, qui est une région géologique sédimentaire, l'ensemble des terrains affleurants de la commune sont issus de l'ère géologique Cénozoïque (des périodes géologiques s'étageant du Paléogène au Quaternaire),.

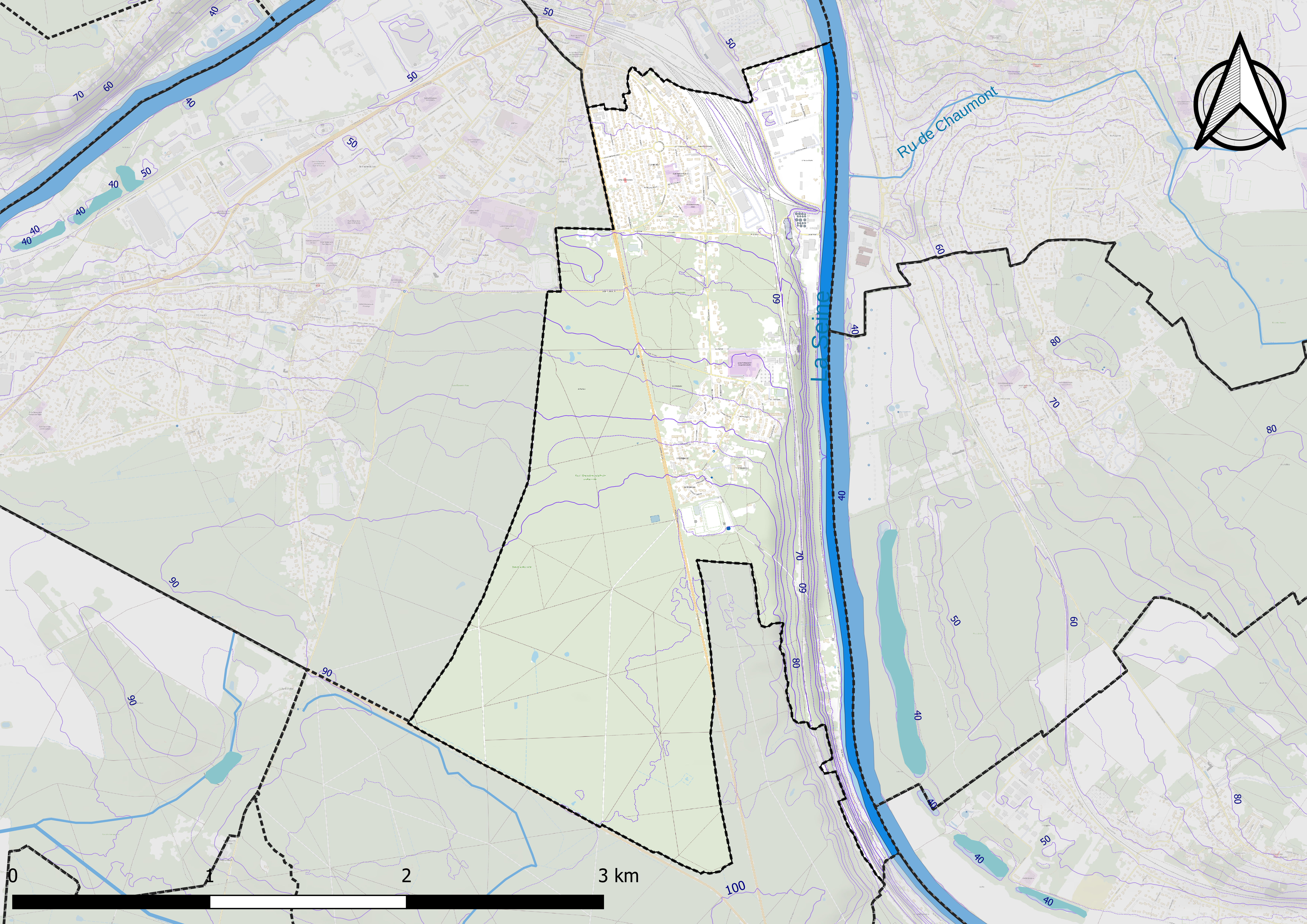
Carte du relief de La Rochette.
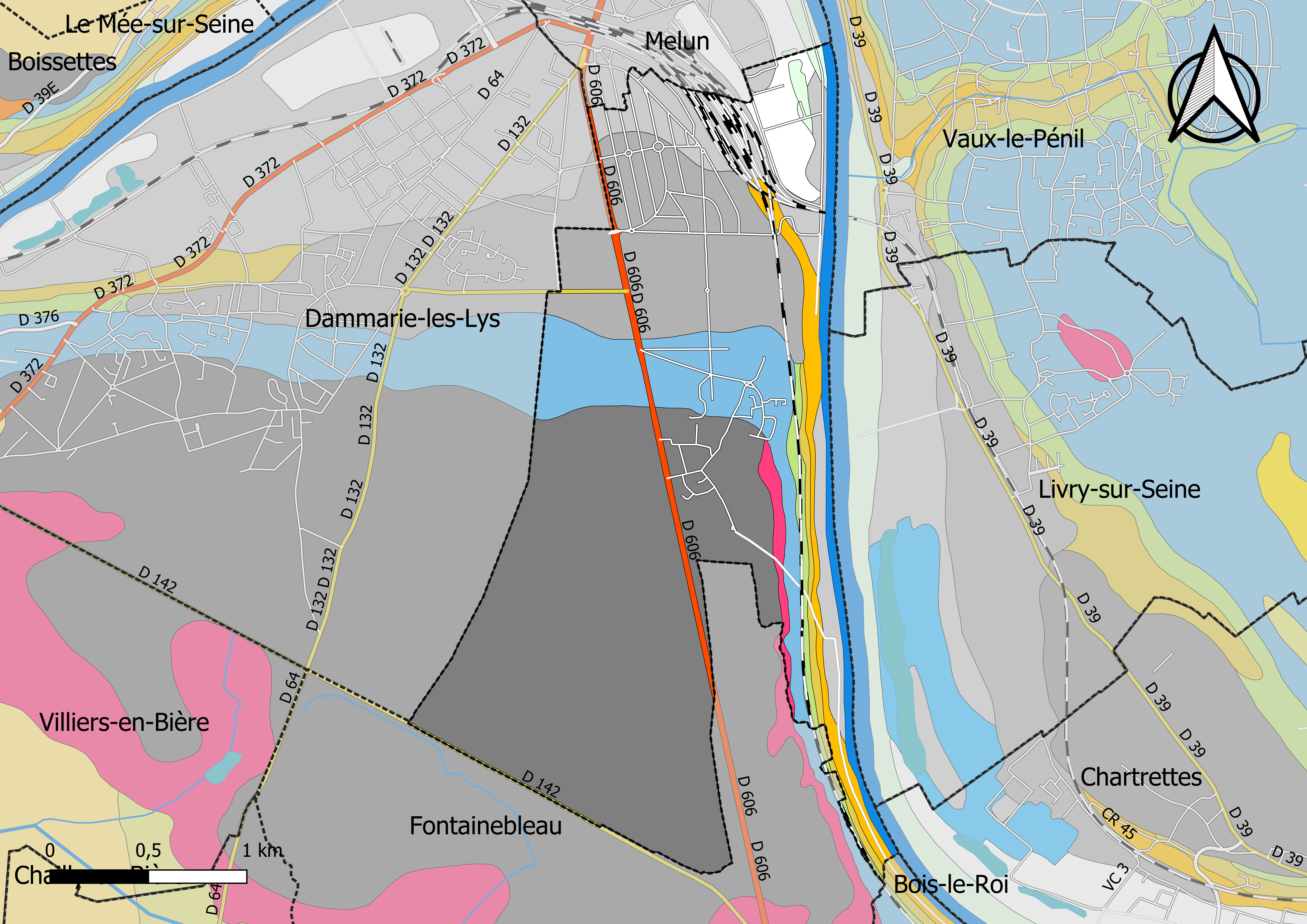
Carte géologique vectorisée et harmonisée de La Rochette.

|  | X :  | Dépôts anthropiques, remblais.                                                                               |
|  | Fz : | Alluvions récentes : limons, argiles, sables, tourbes localement.                                            |
|  | Fy : | Alluvions anciennes (basse terrasse de 0–10 m) : sables et graviers colluvions alluvions et apports éoliens. |
|  | Fx : | Alluvions anciennes (moyenne terrasse de 10–20 m) : sables et graviers .                                     |
|  | Fv : | Alluvions anciennes (terrasse de 45–55 m) : sables et graviers (= Cailloutis de Sénart).                     |

|  | g1AR : | Argile verte, Glaises à Cyrènes et/ou Marnes vertes et blanches (Argile verte de Romainville) . |
|  | g1CB : | Calcaire de Brie stampien et meulières plio-quaternaire indifférenciées.                        |
|  | g1SF : | Sables de Fontainebleau, accessoirement grès en place ou peu remanié (versant).                 |

|  | e7C :  | Calcaire de Champigny, Calcaire de Château-Landon, Marnes de Nemours.        |
|  | e7MS : | Marnes supragypseuses : Marnes blanches de Pantin Marnes bleues d'Argenteuil |

La commune est classée en zone de sismicité 1, correspondant à une sismicité très faible.

### Hydrographie

#### Réseau hydrographique

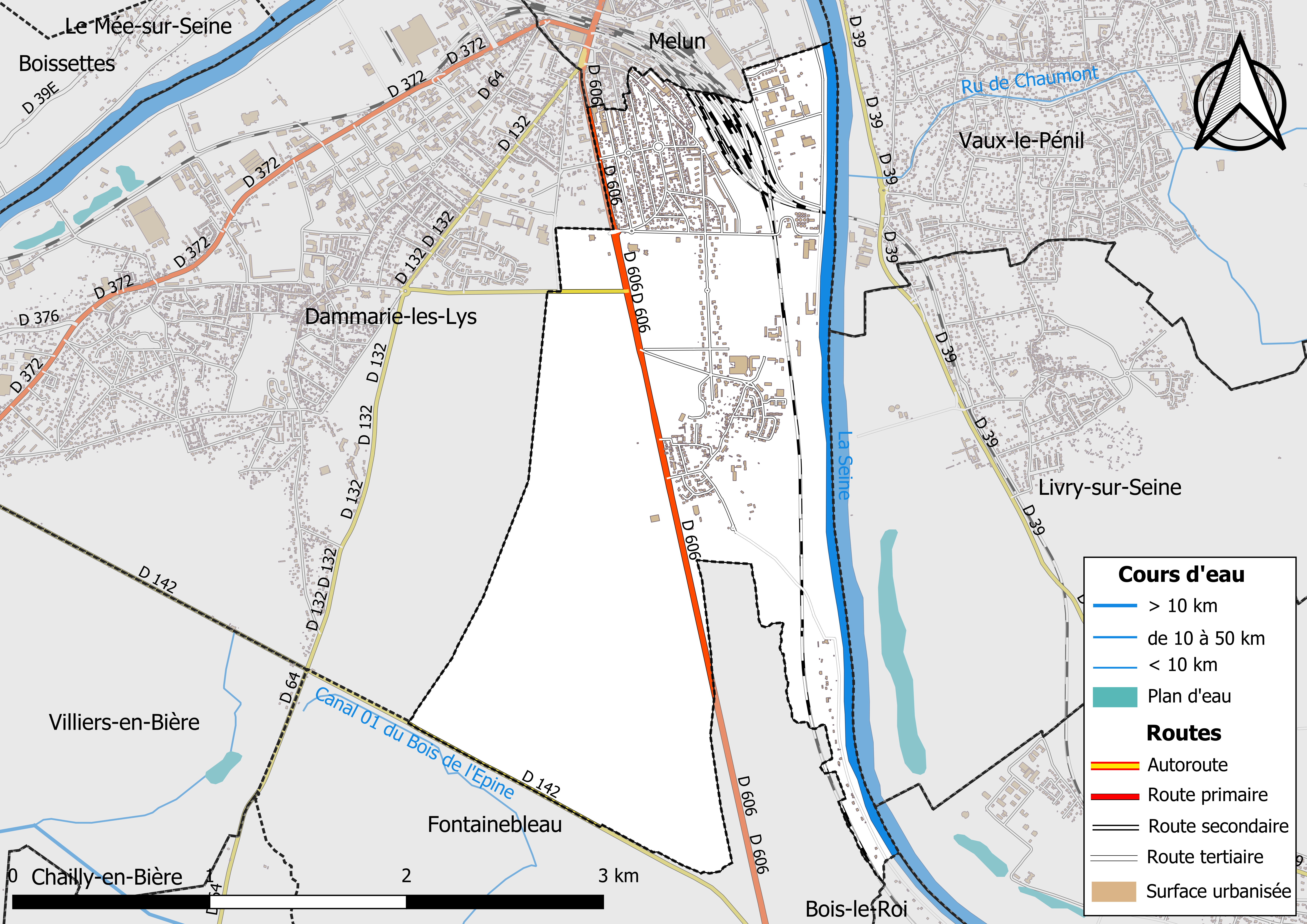
Carte des réseaux hydrographique et routier de La Rochette.

Le réseau hydrographique de la commune se compose de deux cours d'eau référencés :
- la Seine, fleuve long de 774,76 km[7] ;
  - le ru de Chaumont, 14,74 km[8], affluent de la Seine.

La longueur totale des cours d'eau sur la commune est de 3,19 km.
Par ailleurs, 4,6 % de la superficie de La Rochette, est couverte par des eaux continentales.

#### Gestion des cours d'eau
Afin d’atteindre le bon état des eaux imposé par la Directive-cadre sur l'eau du 23 octobre 2000, plusieurs outils de gestion intégrée s’articulent à différentes échelles : le SDAGE, à l’échelle du bassin hydrographique, et le SAGE, à l’échelle locale. Ce dernier fixe les objectifs généraux d’utilisation, de mise en valeur et de protection quantitative et qualitative des ressources en eau superficielle et souterraine. Le département de Seine-et-Marne est couvert par six SAGE, au sein du bassin Seine-Normandie.
La commune fait partie du SAGE « Nappe de Beauce et milieux aquatiques associés », approuvé le 11 juin 2013. Le territoire de ce SAGE couvre deux régions, six départements et compte 681 communes, pour une superficie de 9 722 km2. Le pilotage et l’animation du SAGE sont assurés par le Syndicat mixte du pays Beauce Gâtinais en Pithiverais, qualifié de « structure porteuse ».

### Climat
Pour des articles plus généraux, voir Climat de l'Île-de-France et Climat de Seine-et-Marne.
En 2010, le climat de la commune est de type climat océanique dégradé des plaines du Centre et du Nord, selon une étude du CNRS s'appuyant sur une série de données couvrant la période 1971-2000. En 2020, Météo-France publie une typologie des climats de la France métropolitaine dans laquelle la commune est exposée à un climat océanique altéré et est dans une zone de transition entre les régions climatiques « Sud-ouest du bassin Parisien » et « Nord-est du bassin Parisien ».
Pour la période 1971-2000, la température annuelle moyenne est de 11,3 °C, avec une amplitude thermique annuelle de 15,4 °C. Le cumul annuel moyen de précipitations est de 703 mm, avec 11,1 jours de précipitations en janvier et 7,6 jours en juillet. Pour la période 1991-2020, la température moyenne annuelle observée sur la station météorologique la plus proche, située sur la commune de Montereau-sur-le-Jard à 8 km à vol d'oiseau, est de 11,6 °C et le cumul annuel moyen de précipitations est de 657,9 mm,. Pour l'avenir, les paramètres climatiques de la commune estimés pour 2050 selon différents scénarios d'émission de gaz à effet de serre sont consultables sur un site dédié publié par Météo-France en novembre 2022.

### Milieux naturels et biodiversité

#### Espaces protégés
La protection réglementaire est le mode d’intervention le plus fort pour préserver des espaces naturels remarquables et leur biodiversité associée,.
La réserve de biosphère « Fontainebleau et Gâtinais », créée en 1998 et d'une superficie totale de 150 544 ha, est un espace protégé sur la commune. Cette réserve de biosphère, d'une grande biodiversité, comprend trois grands ensembles : une grande moitié ouest à dominante agricole, l’emblématique forêt de Fontainebleau au centre, et le Val de Seine à l’est. La structure de coordination est l'Association de la Réserve de biosphère de Fontainebleau et du Gâtinais, qui comprend un conseil scientifique et un Conseil Éducation, unique parmi les Réserves de biosphère françaises,,.

#### Réseau Natura 2000

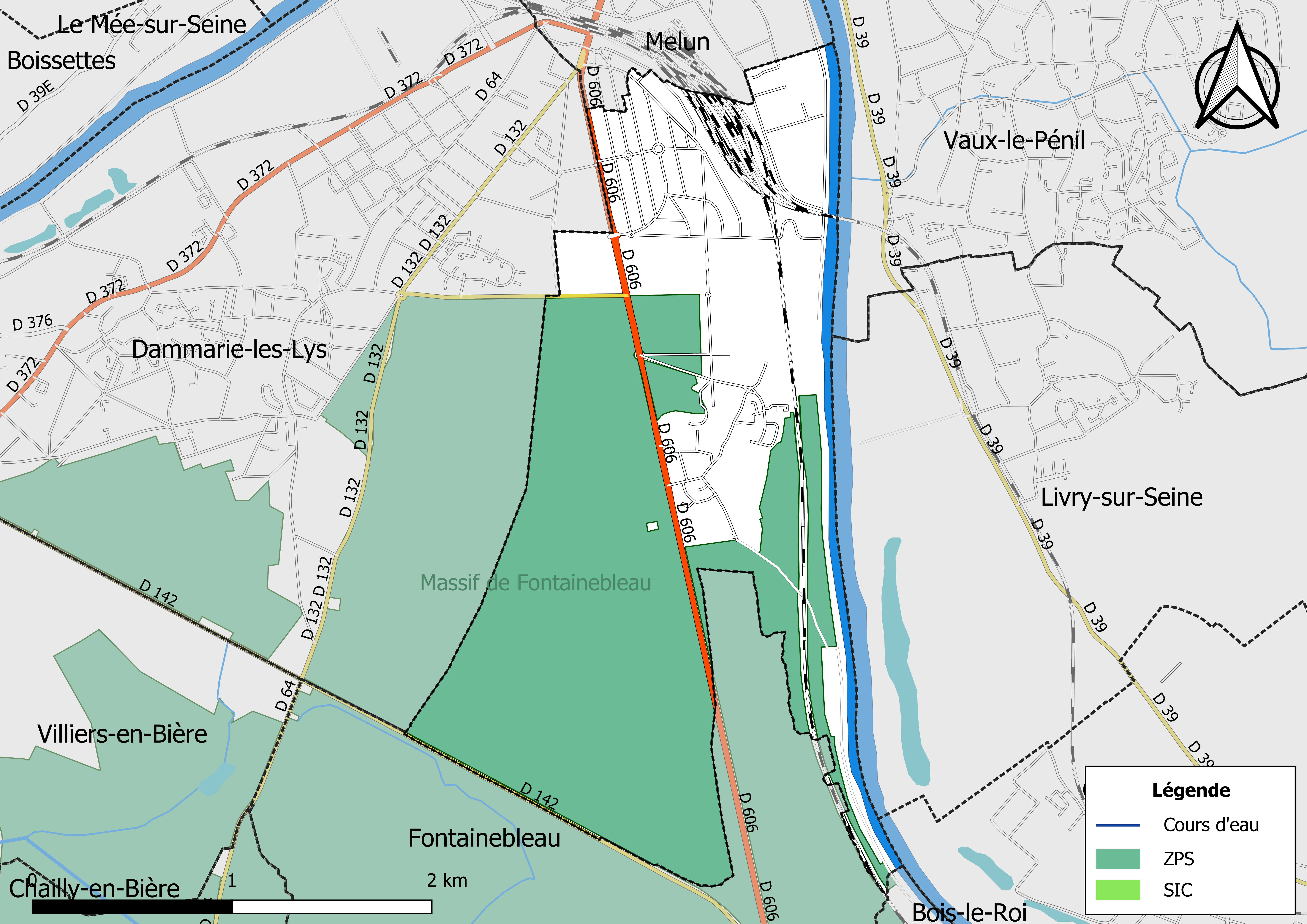
Sites Natura 2000 sur le territoire communal.

Le réseau Natura 2000 est un réseau écologique européen de sites naturels d’intérêt écologique élaboré à partir des Directives « Habitats » et « Oiseaux ». Ce réseau est constitué de Zones spéciales de conservation (ZSC) et de Zones de protection spéciale (ZPS). Dans les zones de ce réseau, les États Membres s'engagent à maintenir dans un état de conservation favorable les types d'habitats et d'espèces concernés, par le biais de mesures réglementaires, administratives ou contractuelles.
Un site Natura 2000 a été défini sur la commune, tant au titre de la « directive Habitats » que de la « directive Oiseaux » : le « Massif de Fontainebleau ». Cet espace constitue le plus ancien exemple français de protection de la nature. Les alignements de buttes gréseuses alternent avec les vallées sèches. Les conditions de sols, d'humidité et d'expositions sont très variées. La forêt de Fontainebleau est réputée pour sa remarquable biodiversité animale et végétale. Ainsi, elle abrite la faune d'arthropodes la plus riche d'Europe (3 300 espèces de coléoptères, 1 200 de lépidoptères) ainsi qu'une soixantaine d'espèces végétales protégées

#### Zones naturelles d'intérêt écologique, faunistique et floristique
L’inventaire des zones naturelles d'intérêt écologique, faunistique et floristique (ZNIEFF) a pour objectif de réaliser une couverture des zones les plus intéressantes sur le plan écologique, essentiellement dans la perspective d’améliorer la connaissance du patrimoine naturel national et de fournir aux différents décideurs un outil d’aide à la prise en compte de l’environnement dans l’aménagement du territoire.
Le territoire communal de Rochette comprend une ZNIEFF de type 1,,, 
le « Massif de Fontainebleau » (20 711,14 ha), couvrant 18 communes dont 17 en Seine-et-Marne et 1 dans l'Essonne.
, et une ZNIEFF de type 2,, 
la « vallée de la Seine entre Melun et Champagne-sur-Seine » (1 062,65 ha), couvrant 15 communes du département.

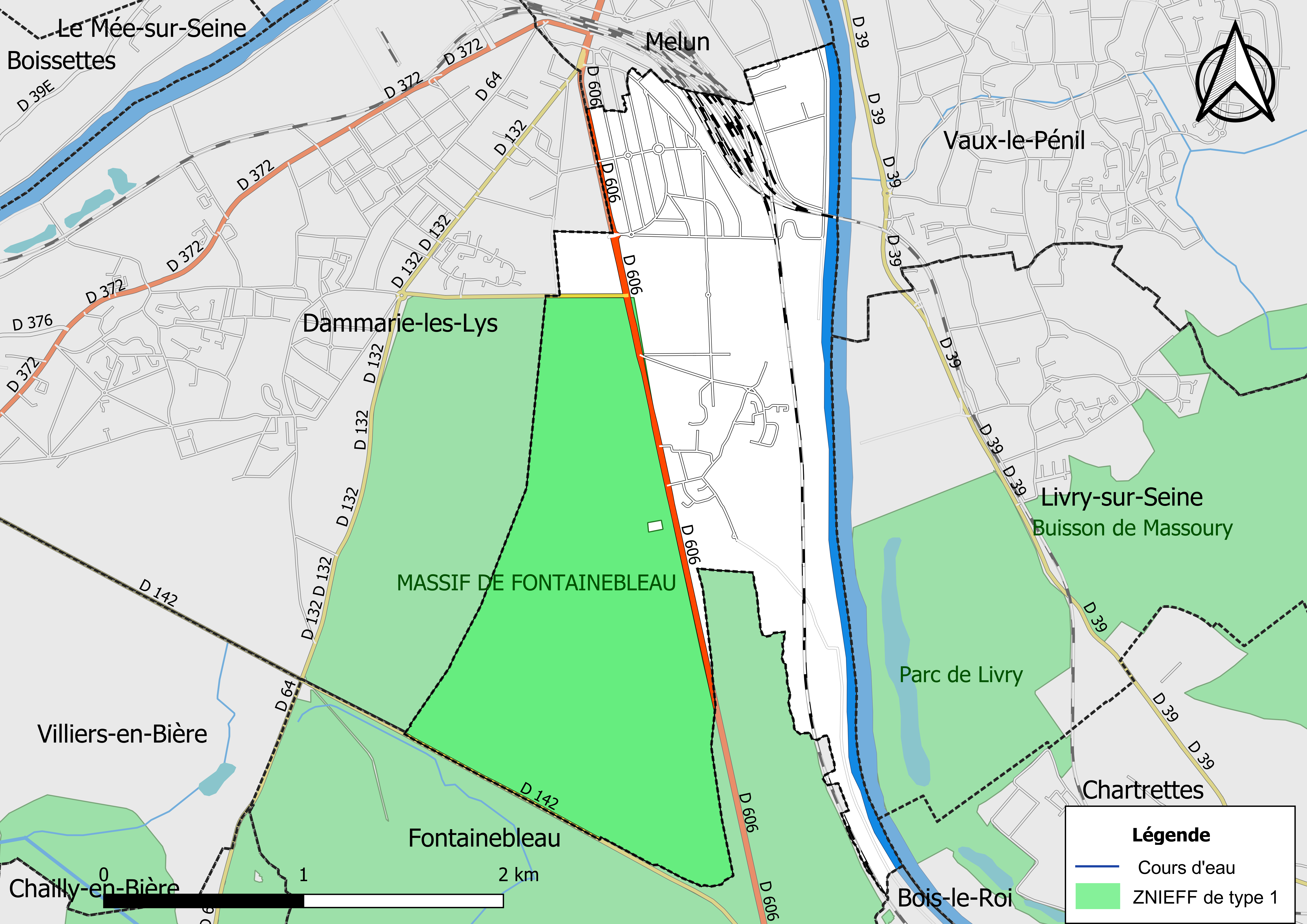
Carte des ZNIEFF de type 1 de la commune.
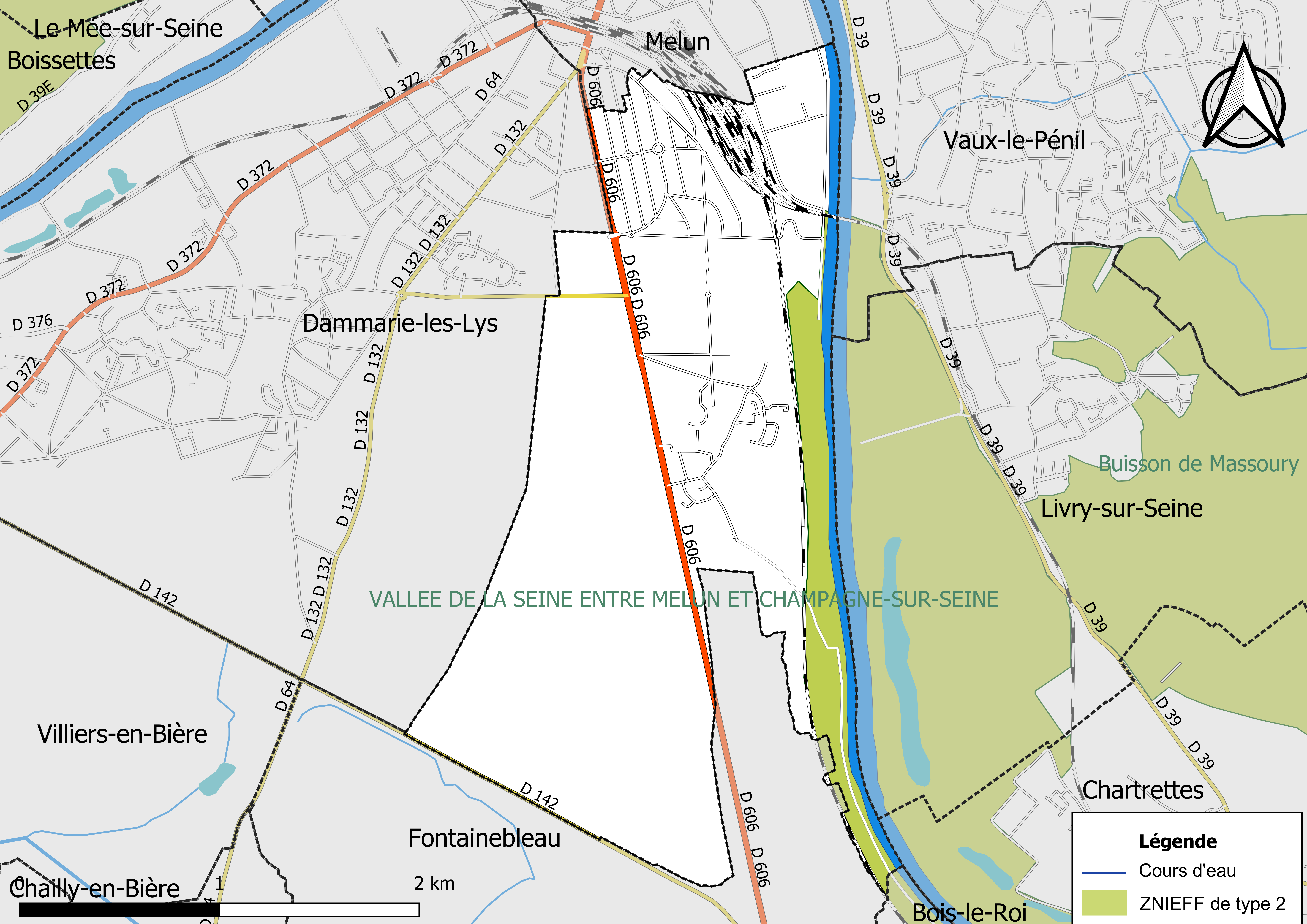
Carte des ZNIEFF de type 2 de la commune.

## Urbanisme

### Typologie
Au 1er janvier 2024, La Rochette est catégorisée ceinture urbaine, selon la nouvelle grille communale de densité à sept niveaux définie par l'Insee en 2022.
Elle appartient à l'unité urbaine de Paris, une agglomération inter-départementale regroupant 407  communes, dont elle est une commune de la banlieue,,. Par ailleurs la commune fait partie de l'aire d'attraction de Paris, dont elle est une commune de la couronne,. Cette aire regroupe 1 929 communes,.

### Occupation des sols
L'occupation des sols de la commune, telle qu'elle ressort de la base de données européenne d’occupation biophysique des sols Corine Land Cover (CLC), est marquée par l'importance des forêts et milieux semi-naturels (68,7 % en 2018), en diminution par rapport à 1990 (69,6 %). La répartition détaillée en 2018 est la suivante : 
forêts (68,74 %), 
zones urbanisées (18,38 %), 
zones industrielles ou commerciales et réseaux de communication (7,02 %), 
eaux continentales (4,57 %), 
espaces verts artificialisés, non agricoles (1,28 %).
| Type d’occupation | 1990      | 1990    | 2018      | 2018    | Bilan    |
| --- | --------- | ------- | --------- | ------- | -------- |
| Territoires artificialisés (zones urbanisées, zones industrielles ou commerciales et réseaux de communication, mines, décharges et chantiers, espaces verts artificialisés ou non agricoles) | 151,39 ha | 25,81 % | 156,57 ha | 26,69 % | 5,18 ha  |
| Territoires agricoles (terres arables, cultures permanentes, prairies, zones agricoles hétérogènes)                                                                                          | 0 ha      | 0,00 %  | 0 ha      | 0,00 %  | 0 ha     |
| Forêts et milieux semi-naturels (forêts, milieux à végétation arbustive et/ou herbacée, espaces ouverts sans ou avec peu de végétation)                                                      | 408,45 ha | 69,62 % | 403,27 ha | 68,74 % | −5,18 ha |
| Surfaces en eau (eaux continentales, eaux maritimes) | 26,80 ha  | 4,57 %  | 26,80 ha  | 4,57 %  | 0 ha     |

Parallèlement, L'Institut Paris Région, agence d'urbanisme de la région Île-de-France, a mis en place un inventaire numérique de l'occupation du sol de l'Île-de-France, dénommé le MOS (Mode d'occupation du sol), actualisé régulièrement depuis sa première édition en 1982. Réalisé à partir de photos aériennes, le Mos distingue les espaces naturels, agricoles et forestiers mais aussi les espaces urbains (habitat, infrastructures, équipements, activités économiques, etc.) selon une classification pouvant aller jusqu'à 81 postes, différente de celle de Corine Land Cover,,. L'Institut met également à disposition des outils permettant de visualiser par photo aérienne l'évolution de l'occupation des sols de la commune entre 1949 et 2018.

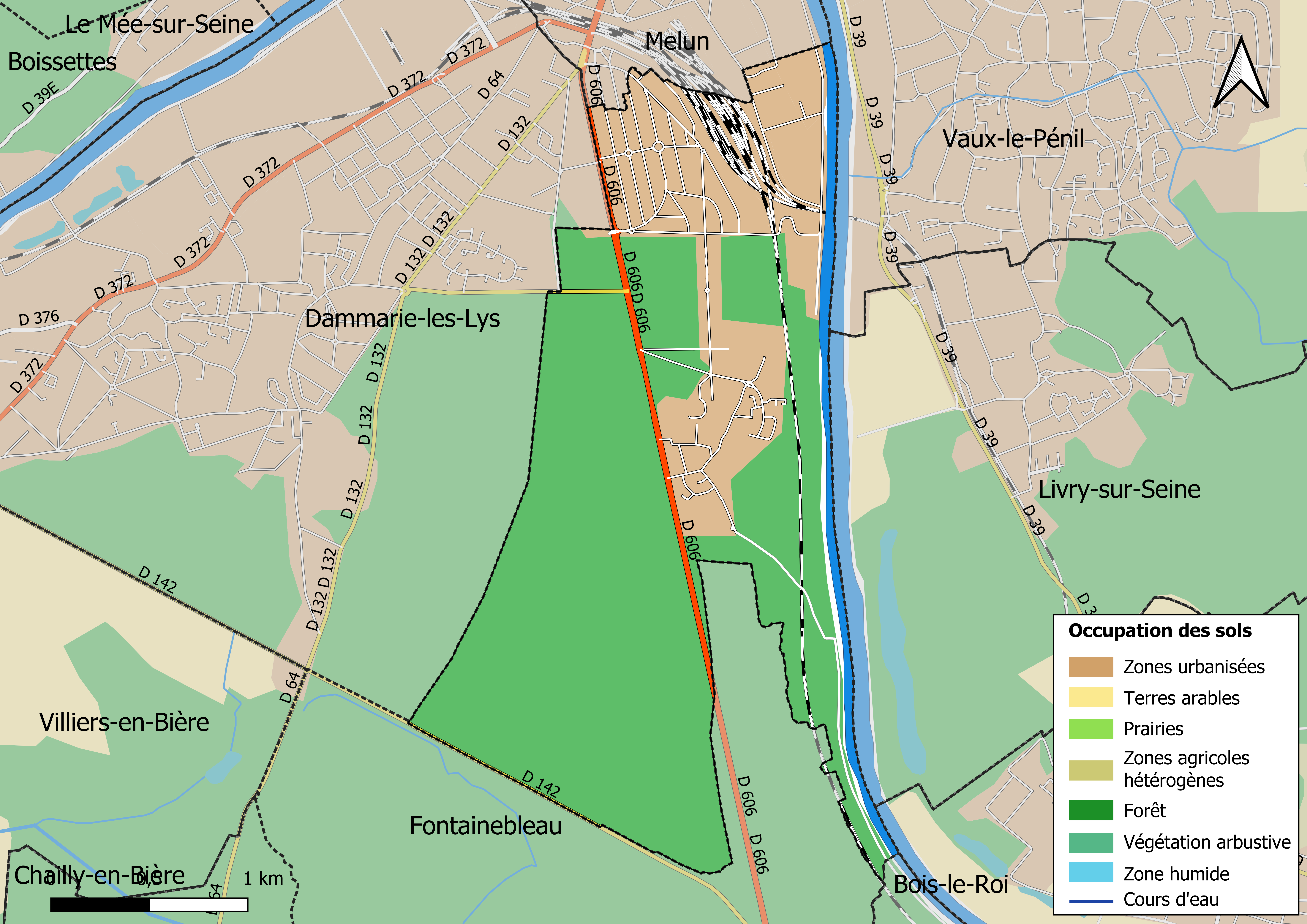
Carte des infrastructures et de l'occupation des sols en 2018 (CLC) de la commune.
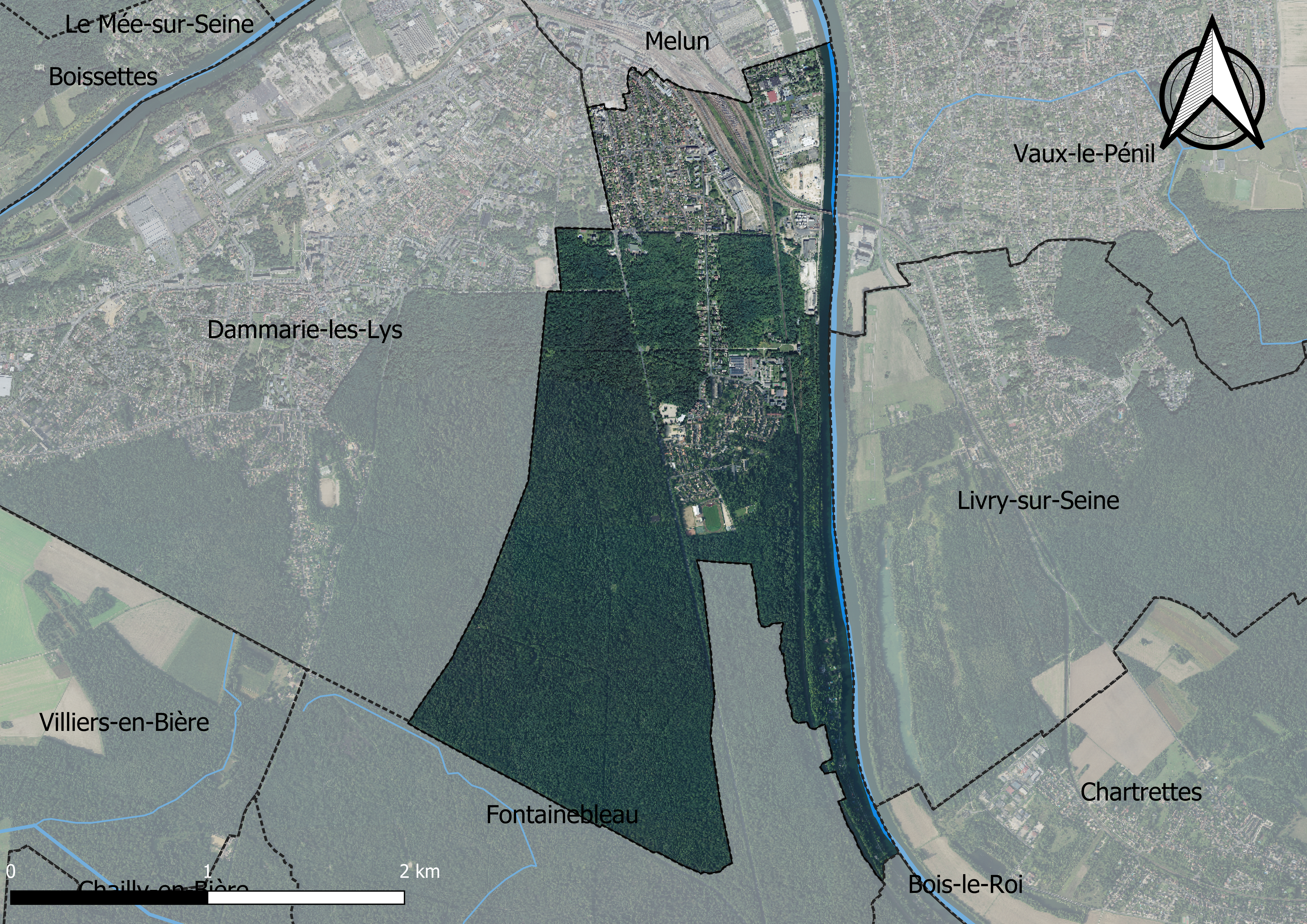
Carte orhophotogrammétrique de la commune.

### Planification
La loi SRU du 13 décembre 2000 a incité les communes à se regrouper au sein d’un établissement public, pour déterminer les partis d’aménagement de l’espace au sein d’un SCoT, un document d’orientation stratégique des politiques publiques à une grande échelle et à un horizon de 20 ans et s'imposant aux documents d'urbanisme locaux, les PLU (Plan local d'urbanisme). La commune est dans le territoire du SCOT Région melunaise, dont l'élaboration a été engagée de 2013 à 2015, puis poursuivie à partir de 2017 sur un périmètre différent et porté par la communauté d'agglomération Melun Val de Seine.
La commune disposait en 2019 d'un plan local d'urbanisme approuvé. Le zonage réglementaire et le règlement associé peuvent être consultés sur le Géoportail de l'urbanisme.

### Lieux-dits et écarts

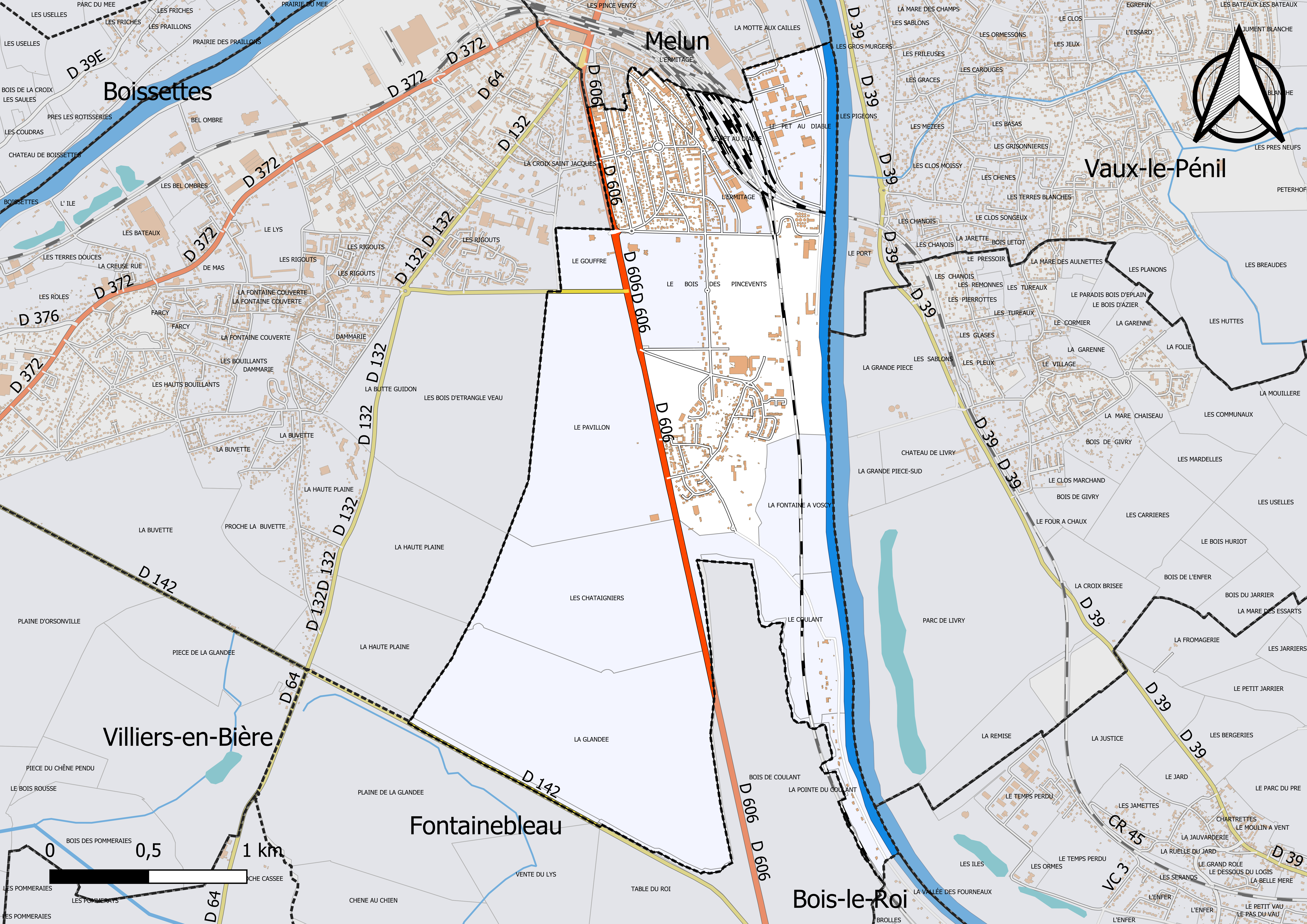
Carte du cadastre de la commune de La Rochette.

La commune compte 14 lieux-dits administratifs répertoriés consultables ici (source : le fichier Fantoir).

### Logement
En 2017, le nombre total de logements dans la commune était de 1 752 dont 41,5 % de maisons et 56,1 % d'appartements.
Parmi ces logements, 89,4 % étaient des résidences principales, 2,4 % des résidences secondaires et 8,2 % des logements vacants.
La part des ménages fiscaux propriétaires de leur résidence principale s'élevait à 59,2 % contre 36,3 % de locataires dont, 8,8 % de logements HLM loués vides (logements sociaux) et, 4,5 % logés gratuitement.

### Voies de communication et transports

#### Voies de communication
La ligne de chemin de fer de Paris à Marseille traverse l'est du territoire de la commune, du nord au sud, en longeant la rive gauche de la Seine.
Deux routes départementales relient La Rochette aux communes voisines :
- la D 142, à Dammarie-les-Lys et à Villiers-en-Bière, au nord-ouest ; et à Fontainebleau, au sud-est ;
- la D 606, à Melun, au nord ; et à Fontainebleau, au sud.

#### Transports
La gare de Melun, située à quelques centaines de mètres au nord de La Rochette, est desservie par les trains de la ligne D qui relient Melun à Paris, et par les trains de la ligne R du Transilien qui relient Melun à Paris, à Montereau-Fault-Yonne et à Montargis.
La commune est desservie par les lignes 3605 et 3610 du réseau de bus Grand Melun.

## Toponymie
Le nom de la localité est mentionné sous les formes Villa Rocheta en 1170 ; Rocheta vers 1350 (Pouillé) ; La ville de la Rochette emprez Meleun en 1384 ; La Rochete lez Meleun en 1385.
Dérive du nord-provençal roucheto, désignant une petite fortification.

Le château de La Rochette est bâti sur un escarpement rocheux converti en terrasses, il domine le fleuve d'une trentaine de mètres.

## Histoire
Le document le plus ancien mentionnant la ville de La Rochette est une charte de 1047. La ville dépend alors du prieuré Saint-Sauveur de Melun qui fit construire l'église.
La ville s'est ensuite étendue et a prospéré avec l'installation en 1753 de M. Moreau, directeur des fermes du roy. Il fut anobli en 1768 et pris le nom de François-Thomas Moreau de la Rochette. Il est à l'origine de la construction du château.
La ville fut ensuite étendue au nord jusqu'à Melun par la vente du bois de l'Ermitage en lotissement en 1925.

## Politique et administration

### Liste des maires
| Période                                  | Période           | Identité              | Étiquette        | Qualité                                                           |
| ---------------------------------------- | ----------------- | --------------------- | ---------------- | ----------------------------------------------------------------- |
| Les données manquantes sont à compléter. |                   |                       |                  |                                                                   |
| 1795                                     |                   | Sectint               |                  |                                                                   |
| 1800                                     | 1810              | Moreau d'Olibon       |                  |                                                                   |
| 1810                                     | 1836              | Jean-Baptiste Moreau  |                  | Baron                                                             |
| 1836                                     | 1838              | Bafset                |                  |                                                                   |
| 1838                                     | 1842              | Michel de Chavagnac   |                  |                                                                   |
| 1842                                     | 1848              | François Besnard      |                  |                                                                   |
| 1848                                     | 1889              | Charles Moreau        | Droite           | Baron                                                             |
| 1889                                     | 1925              | Armand de la Rochette |                  |                                                                   |
| 1925                                     | 1945              | Louis de la Rochette  |                  |                                                                   |
| 1945                                     | 1947              | Marcel Jacqueau       |                  |                                                                   |
| octobre 1947                             | mars 1965         | Georges Marguerie     |                  |                                                                   |
| mars 1965                                | août 1986 (décès) | René Tabourot         | DVD puis UDF-CDS | Conseiller général de Melun-Sud (1979 → 1986)                     |
| 1986                                     | mars 1989         | Jean Clerc-Renaud     |                  |                                                                   |
| mars 1989                                | mars 2008         | Jean-Claude Agisson   | UDF puis UMP     | Chef d'entreprise Conseiller général de Melun-Sud (1986 → 2011)   |
| mars 2008                                | En cours          | Pierre Yvroud         | UDI              | Retraité de la SNCF 6e vice-président de la CA Melun Val de Seine |

## Équipements et services

### Eau et assainissement
L’organisation de la distribution de l’eau potable, de la collecte et du traitement des eaux usées et pluviales relève des communes. La loi NOTRe de 2015 a accru le rôle des EPCI à fiscalité propre en leur transférant cette compétence. Ce transfert devait en principe être effectif au 1er janvier 2020, mais la loi Ferrand-Fesneau du 3 août 2018 a introduit la possibilité d’un report de ce transfert au 1er janvier 2026,.

#### Assainissement des eaux usées
En 2020, la gestion du service d'assainissement collectif de la commune de La Rochette est assurée par la communauté d'agglomération Melun Val de Seine (CAMVS) pour la collecte, le transport et la dépollution. Ce service est géré en délégation par une entreprise privée, dont le contrat arrive à échéance le 31 décembre 2023,,.
L’assainissement non collectif (ANC) désigne les installations individuelles de traitement des eaux domestiques qui ne sont pas desservies par un réseau public de collecte des eaux usées et qui doivent en conséquence traiter elles-mêmes leurs eaux usées avant de les rejeter dans le milieu naturel. La communauté d'agglomération Melun Val de Seine (CAMVS) assure pour le compte de la commune le service public d'assainissement non collectif (SPANC), qui a pour mission de vérifier la bonne exécution des travaux de réalisation et de réhabilitation, ainsi que le bon fonctionnement et l’entretien des installations,.

#### Eau potable
En 2020, l'alimentation en eau potable est assurée par la commune qui en a délégué la gestion à l'entreprise Veolia, dont le contrat expire le 31 décembre 2023,,.

## Population et société

### Démographie
L'évolution du nombre d'habitants est connue à travers les recensements de la population effectués dans la commune depuis 1793. Pour les communes de moins de 10 000 habitants, une enquête de recensement portant sur toute la population est réalisée tous les cinq ans, les populations de référence des années intermédiaires étant quant à elles estimées par interpolation ou extrapolation. Pour la commune, le premier recensement exhaustif entrant dans le cadre du nouveau dispositif a été réalisé en 2006.

En 2022, la commune comptait 3 919 habitants, en évolution de +16,46 % par rapport à 2016 (Seine-et-Marne : +3,92 %, France hors Mayotte : +2,11 %).
| 1793 | 1800 | 1806 | 1821 | 1831 | 1836 | 1841 | 1846 | 1851 |
| ---- | ---- | ---- | ---- | ---- | ---- | ---- | ---- | ---- |
| 177  | 138  | 163  | 186  | 201  | 198  | 187  | 217  | 194  |

| 1856 | 1861 | 1866 | 1872 | 1876 | 1881 | 1886 | 1891 | 1896 |
| ---- | ---- | ---- | ---- | ---- | ---- | ---- | ---- | ---- |
| 195  | 179  | 179  | 182  | 168  | 208  | 184  | 178  | 159  |

| 1901 | 1906 | 1911 | 1921 | 1926 | 1931 | 1936 | 1946 | 1954  |
| ---- | ---- | ---- | ---- | ---- | ---- | ---- | ---- | ----- |
| 163  | 159  | 171  | 197  | 222  | 174  | 255  | 530  | 1 172 |

| 1962  | 1968  | 1975  | 1982  | 1990  | 1999  | 2006  | 2011  | 2016  |
| ----- | ----- | ----- | ----- | ----- | ----- | ----- | ----- | ----- |
| 2 903 | 2 877 | 3 096 | 2 992 | 2 861 | 2 759 | 2 930 | 3 151 | 3 365 |

| 2021  | 2022  | - | - | - | - | - | - | - |
| ----- | ----- | - | - | - | - | - | - | - |
| 3 870 | 3 919 | - | - | - | - | - | - | - |

### Enseignement

#### École Maternelle
- École Henri-Matisse : 31, rue Henri-Matisse[62]

#### École Primaire
- École Alfred-Sisley : 11, rue Van-Gogh[62]

#### Lycée Benjamin-Franklin
Le lycée Benjamin-Franklin, métiers du bâtiment
Dans ce lycée ce sont les métiers du bâtiment qui sont appris, les diplômes qui peuvent être décernés sont le CAP, le BEP et le Baccalauréat professionnel. Une classe de Troisième Professionnelle est également présente pour apprendre les différents corps de métiers.
Le lycée est composé d'un internat, d'un self, de salles de cours et des ateliers correspondant au corps de métier.
Les métiers enseignés au lycée sont :
- CAP Serrurier métallier, CAP Maçon, CAP Couvreur, CAP Peintre applicateur de revêtement, CAP Installateur sanitaire, CAP Menuisier (fabricant de menuiserie, mobilier, agencement) ;
- BEP Techniques de l'architecture et de l'habitat, BEP Techniques du Gros Œuvre du bâtiment, BEP Techniques des métaux du verre et des matériaux de synthèse du bâtiment, BEP Techniques des installations sanitaires et thermiques, BEP Métiers du bois, BEP Techniques du Toit, BEP Finition dominante : Peinture Vitrerie Revêtement ;
- BAC PRO Technicien menuisier agenceur, BAC PRO Technicien du bâtiment : études et économie, BAC PRO Aménagement-Finition du bâtiment, BAC PRO Ouvrage du bâtiment : Métal alu verre et matériaux de synthèse, BAC PRO Technicien de maintenance de systèmes énergétiques et climatiques, BAC PRO Technicien en installation de systèmes énergétiques et climatiques.

### Sports

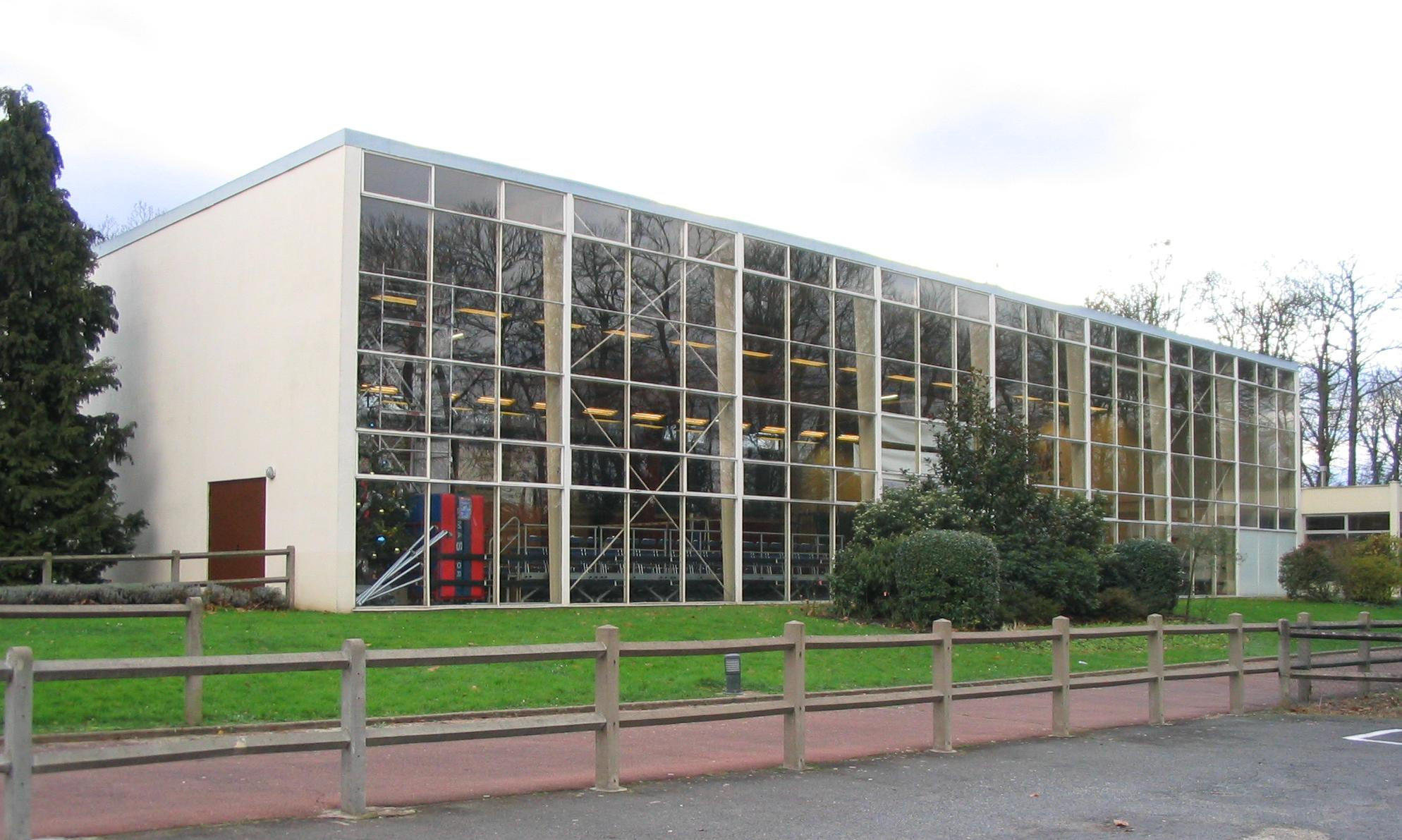
Le gymnase Tabourot où joue les équipes féminines de volley-ball.

Le gymnase Tabourot abrite les rencontres du club de La Rochette volley (Melun Val de Seine La Rochette volley-ball jusqu'à la fin de la saison 2008-2009) dont l'équipe 1 senior féminine évoluait au niveau national en ligue A et régulièrement en coupe d'Europe.
Un autre salle de sport René-Huard au cœur du stade de La Rochette permet la pratique d'autres sports en salle. Elle est également la salle de repli de l'équipe de volley.
La ville dispose d'un tennis club avec 3 terrains extérieurs et 2 couverts (accueillant également le club de tir à l'arc).
Un centre équestre est également présent à la Rochette village.

### Lieux de cultes
La ville dispose de deux églises :
- l'église Notre-Dame-de-la-Visitation qui n'est que rarement utilisée ;
- l'église Saint-Paul qui est le lieu de culte principal de la commune.

## Économie

### Revenus de la population et fiscalité
En 2017, le nombre de ménages fiscaux de la commune était de 1 496 (dont 68 % imposés), représentant 3 354 personnes et la  médiane du revenu disponible par unité de consommation  de 26 440 euros.

### Emploi
En 2017 , le nombre total d’emplois dans la zone était de 955, occupant 1 551 actifs  résidants.
Le taux d'activité de la population (actifs ayant un emploi) âgée de 15 à 64 ans s'élevait à 69 % contre un taux de chômage de 9 %.
Les 22,1 % d’inactifs se répartissent de la façon suivante : 12 % d’étudiants et stagiaires non rémunérés, 4,9 % de retraités ou préretraités et 5,2 % pour les autres inactifs.

### Entreprises et commerces
En 2015, le nombre d'établissements actifs était de 291 dont  11 dans l’industrie, 39 dans la construction, 197 dans le commerce-transports-services divers et 44  étaient relatifs au secteur administratif.
Ces établissements ont pourvu 1 087 postes salariés.
Les commerces sont regroupés au cœur de village et couvrent tous les métiers de bouche.
En bord de Seine, la zone d'activité est plus centrée sur les métiers du bâtiment.
La commune abrite également un stock pétrolier, site classé Seveso « seuil haut », donnant lieu à l'élaboration d'un plan de prévention des risques technologiques (PPRT).

### Agriculture
La Rochette est dans la petite région agricole dénommée le « Pays de Bière et Forêt de Fontainebleau », couvrant le Pays de Bière et la forêt de Fontainebleau.

## Culture locale et patrimoine

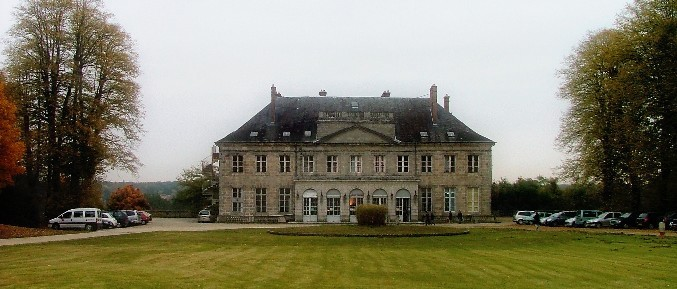
Le château de La Rochette en 2008.

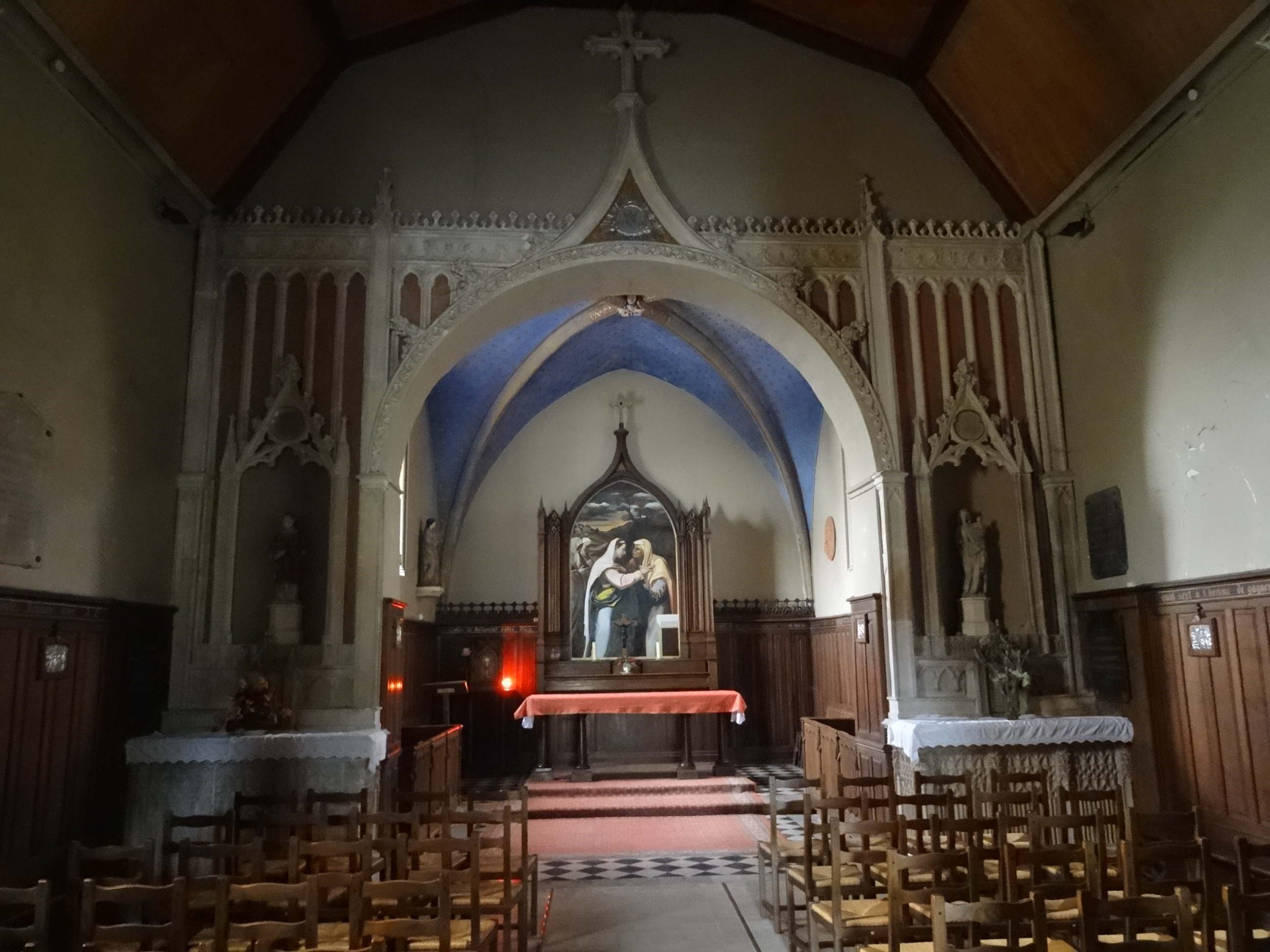
L'église Notre-Dame de la Visitation.

### Lieux et monuments
- L'église Notre-Dame-de-la-Visitation, de style gothique, fin du XIIIe siècle, remaniée au XIXe siècle[66],[67].
- Le château de La Rochette, construit entre 1772 et 1778 par l'architecte Victor Louis, inscrit au titre des monuments historiques[68].
- Une partie de la forêt de Fontainebleau juste à la sortie de la ville.

### Personnalités liées à la commune
- Benjamin Franklin (1706-1790), physicien, diplomate et père fondateur des États-Unis, y installa son premier paratonnerre[69],[70].
- François-Thomas Moreau de la Rochette (1720-1791), directeur des fermes du Roy.
- Gustave Raulin (1837-1910), architecte, sa tombe au cimetière de La Rochette fut réalisée en 1930 par son élève l'architecte Gabriel Héraud[71].

### Héraldique
|  | Les armes de La Rochette sont en fait celle de François-Thomas Moreau - Écartelé : aux 1) et 4) d'argent à trois têtes de Maures de sable tortillées du champ; aux 2) et 3) coupé d'or à deux roses de gueules, et d'azur à une rose d'argent |